# Sultanat de Maguindanao
1520–1905
Entités suivantes :
- Gouvernement insulaire des Îles Philippines

Le sultanat de Maguindanao (en philippin: Kasultanan ng Maguindanao) était un sultanat établie sur l'île de Mindanao, dans le sud de l'actuelle Philippines de 1520 à 1905. 
Son influence historique connu s'étend de la péninsule de Zamboanga à la baie de Sarangani. À son apogée, le sultanat couvrait toute l'île de Mindanao et sur les petites îles voisines à proximité.
Le sultanat disparait en 1905 après l'assassinat du sultan Datu Ali (en) et l'intégration de l'île de Mindanao dans le gouvernement insulaire des Îles Philippines.

## Histoire
Avant la fondation du sultanat de Maguindanao, selon les annales de la dynastie Yuan écrit par Nanhai Zhi en l'an 1304, un régime connu sous le nom de Wenduling (en chinois: 文杜陵) le précédé dans la région. Ce Wenduling est envahi par le Brunei, appelé Pon-i, jusqu'à ce qu'il se rebelle après l'invasion de Pon-i par le royaume de Majapahit. 
L'islamisation commence après la rébellion. D'après une légende, deux frères nommés Mamalu et Tabunaway vivaient paisiblement dans la vallée de Cotabato à Mindanao. Un jour, Shariff Kabungsuwan (en) arrive de Johor dans ce qui est aujourd'hui la Malaisie avec une expédition, prêchait l'islam dans la région au XVIe siècle. Tabunaway se converti, tandis que Mamalu décide de garder ses croyances animistes ancestrales. Les frères se séparent, Tabunaway s'installe vers les basses terres et Mamalu vers les montagnes, mais ils se jurent d'honorer leur parenté, et ainsi un pacte de paix non écrit entre les Maguindanaos musulmans et les peuples autochtones animistes est forgé par les deux frères.
Alors que Kabungsuwan introduit l'islam dans la région, qui était auparavant influencée par l'hindouisme, à la fin du XVIe siècle il se proclame comme sultan à Malabang-Lanao. Il exile les apostasié à Cotabato. Il se marie ensuite avec la princesse Dayang-Dayang issue d'une famille de chef local et établi le sultanat de Maguindanao, avec son siège à Slangan (la partie ouest de l'actuel Cotabato), faisant de lui pratiquement le sultan de toute l'île. Le sultanat se centré généralement dans la vallée de Cotabato.
Au fil des années, le sultanat s'étend, notamment sous l'égide de Mohammed Kudarat (en), plus connu sous le nom Qudarat qui acquiert l'île de Palawan grâce à son mariage avec la princesse de Sulu. Son petit-fils, Abd al-Rahman, a continué d'accroître la puissance du sultanat et d'étendre son influence.
Le sultanat avait également une alliance étroite avec le sultanat de Ternate, un sultanat de la région des Moluques en Indonésie. Ternate a régulièrement envoyé des renforts militaires à Maguindanao pendant le conflit hispano-moro (en).
Néanmoins, son pouvoir a été réduit lorsque les sultanats confédérés de Lanao (en) ont déclarés leurs indépendances du sultanat de Maguindanao.
Au cours de la période coloniale espagnole, le sultanat de Maguindanao a réussi à conserver son territoire pendant un temps, empêchant ainsi les Espagnols de coloniser l'ensemble de Mindanao; mais il dut céder l'île de Palawan au gouvernement espagnol en 1705, puis tomba peu à peu sous la domination complète de l'Empire espagnol.
Les gongs chinois, jaune comme la couleur de la royauté, et les idiomes d'origine chinoise sont entrés dans la culture de Mindanao. La royauté était liée au jaune. La couleur était utilisée par le sultan à Mindanao. La vaisselle et les gongs chinois étaient exportés vers les Moros.
Les marchands chinois vivaient aux côtés des Moros à Maguindanao.

## Les sultans de Maguindanao
| Règne       | Sultan                                                                                      | Autre(s) nom(s)                                                                             |
| ----------- | ------------------------------------------------------------------------------------------- | ------------------------------------------------------------------------------------------- |
| 1520-1543   | Shariff Muhammad Kabungsuan (en)                                                            |                                                                                             |
| 1543-1574   | Sultan Maka-alang Saripada (id)                                                             |                                                                                             |
| 1574-1578   | Sultan Bangkaya (id)                                                                        |                                                                                             |
| 1578-1585   | Sultan Dimasangcay Adel (en)                                                                |                                                                                             |
| 1585-1597   | Sultan Gugu Sarikula (en)                                                                   | Datu Salikala                                                                               |
| 1597-1619   | Sultan Laut Buisan (en)                                                                     | Datu Katchil                                                                                |
| 1619-1671?  | Sultan Muhammad Dipatuan Kudarat (en)                                                       | Datu Qudratullah Katchil                                                                    |
| 1671?-1678? | Sultan Dundang Tidulay (uk)                                                                 | Sultan Saif ud-Din                                                                          |
| 1678?-1699  | Sultan Barahaman (uk)                                                                       | Sultan Muhammad Shah Minulu-sa-Rahmatullah                                                  |
| 1699-1702   | Sultan Kahar ud-Din Kuda (uk)                                                               | Maulana Amir ul-Umara Jamal ul-Azam                                                         |
| 1702-1736   | Sultan Bayan ul-Anwar (uk)                                                                  | Dipatuan Jalal ud-Din Mupat Batua                                                           |
| 1710-1736   | Sultan Amir ud-Din (uk)                                                                     | Paduka Sri Sultan Muhammad Jafar Sadiq Manamir Shahid Mupat                                 |
| 1736-1748   | Sultan Muhammad Tahir ud-Din (uk)                                                           | Dipatuan Malinug Muhammad Shah Amir ud-Din                                                  |
| 1748-1755   | Sultan Rajah Muda Muhammad Khair ud-Din (uk)                                                | Pakir Maulana Kamsa Amir ud-Din Itamza Azim ud-Din Amir ul-M'umimin                         |
| 1755-1780?  | Sultan Pahar ud-Din (uk)                                                                    | Datu Panglu/Pongloc Mupat Hidayat                                                           |
| 1780?-1805? | Sultan Kibad Sahriyal (uk)                                                                  | Muhammad Azim ud-Din Amir ul-Umara                                                          |
| 1805?-1830? | Sultan Kawasa Anwar ud-Din (uk)                                                             | Muhammad Amir ul-Umara Iskandar Jukarnain                                                   |
| 1830-1854   | Sultan Qudratullah Untung (uk)                                                              | Iskandar Qudratullah Muhammad Jamal ul-Azam Iskandar Qudarat Pahar ud-Din                   |
| 1854-1884   | Sultan Muhammad Makakwa (uk)                                                                |                                                                                             |
| 1884-1888   | Sultan Wata (uk)                                                                            | Sultan Muhammad Jalal ud-Din Pablu                                                          |
| 1888-1896   | Pas de sultan Sultan Anwar ud-Din contested Datu Mamaku (fils du Sultan Qudratullah Untung) | Pas de sultan Sultan Anwar ud-Din contested Datu Mamaku (fils du Sultan Qudratullah Untung) |
| 1896-1898   | Sultan Mangigin                                                                             |                                                                                             |